# Ga Phước Long
Ga Phước Long là một trong những nhà ga tàu điện của Tuyến số 1, nằm tại cảng Phước Long, phường Trường Thọ, thành phố Thủ Đức, Thành phố Hồ Chí Minh.

## Lịch sử
Dự kiến khai trương vào năm 2024.

## Bố trí ga
| L2 Tầng ke ga                   | Ke ga bên, cửa sẽ mở ở bên phải                       | Ke ga bên, cửa sẽ mở ở bên phải                                                     |
| Ke ga 1                         | ← L1 Tuyến 1 đi Rạch Chiếc (Hướng đi Bến Thành)       |                                                                                     |
| Ke ga 2                         | L1 Tuyến 1 đi Bình Thái (Hướng đi Bến xe Suối Tiên) → |                                                                                     |
| Ke ga bên, cửa sẽ mở ở bên phải |                                                       |                                                                                     |
| L1 Tầng trung chuyển            | Tầng 1                                                | Khu bán vé, khu thương mại, khu bộ phận kỹ thuật, khu cổng ra vào và cổng kiểm soát |
| G                               | Mặt đất                                               | Cổng ra vào, bãi đậu xe và khu bộ phận kỹ thuật                                     |

## Kết nối

### Xe buýt
Ga Phước Long kết nối với các tuyến xe buýt  6, 10, 30, 52, 53, 55, 56, 67, 99, 104, 150, 60-3 và 60-7 tại trạm Xi măng Hà Tiên trên đường Võ Nguyên Giáp.

## Vùng xung quanh
- Nhà máy nhiệt điện Thủ Đức
- Công Viên Bắc Rạch Chiếc